# Juan Reynoso
Juan Máximo Reynoso Guzmán (Lima, 28 de desembre de 1969) és un exfutbolista professional peruà que jugà com a defensa.
Pel que fa a clubs, Reynoso defensà, entre d'altres els colors de l'Alianza Lima i Universitario de Deportes, al Perú; el Cruz Azul i Necaxa, a Mèxic. Amb la selecció nacional va disputar quatre edicions de la Copa Amèrica en 1987, 1989, 1993 i 1999, una Copa Or en el 2000 i en les eliminatòries sud-americanes de 1990, 1994 i 1998, sense poder classificar en cap edició a la justa mundial.

## Trajectòria

### Futbolista
Es va iniciar en les divisions menors del club Alianza Lima i va fer el seu debut com a professional l'any 1986, va pertànyer al grup dels denominats Potrillos, una expulsió en el partit previ, el va salvar de perir juntament amb els seus companys d'equip en La Tragèdia Aèria de 1987. El 1990 va viatjar a Catalunya per a provar fortuna jugant pel Sabadell Futbol Club de la Segona Divisió. Va tornar a l'any següent a l'Alianza Lima on es acentuaria com a titular i capità de l'equip. El 19 de gener de 1993 es donaria a conèixer el seu traspàs al seu clàssic rival, Juan Reynoso amb 23 anys passava al club Universitari d'Esports, després que caiguessin les negociacions de renovaciòn amb el club aliancista en un traspàs que va ser un dels més controversiales, polèmics i atípics per a l'època. Amb l'equip crema aconsegueix consagrar-se campeòn l'any 93 dirigit per Sergio Markarian.

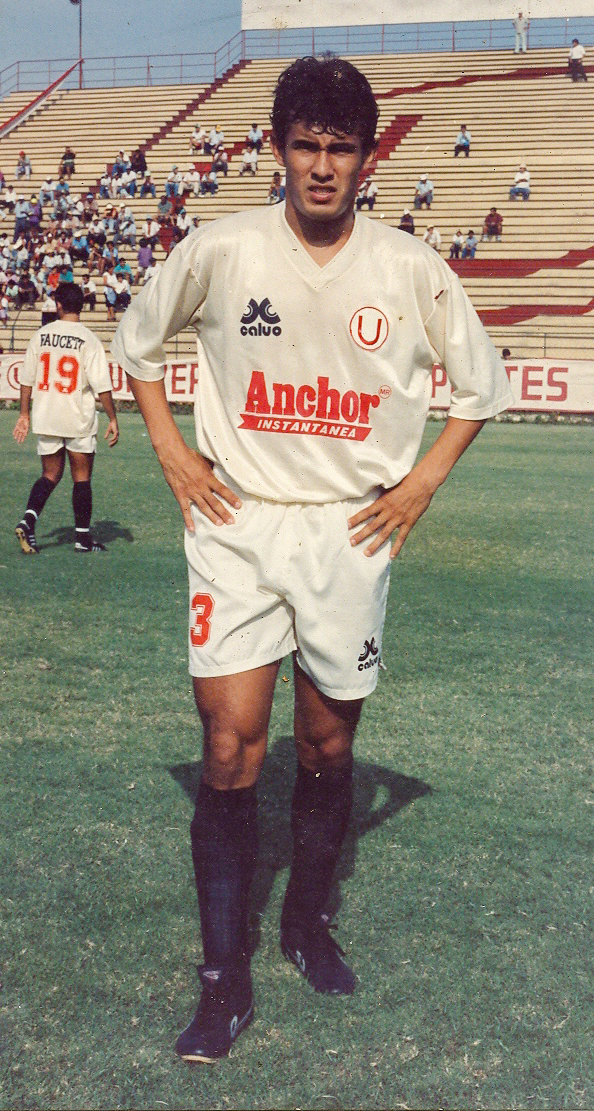
Reynoso a Universitario.